# Лундегорд, Аксель
Аксель Вильгельм Лундегорд (швед. Axel Wilhelm Lundegård, 17 декабря 1861, Эслёв, Скания, Швеция — 20 декабря 1930, Стокгольм, Швеция) — шведский писатель и поэт.

## Биография
Аксель Вильгельм Лундегорд вырос в Хёрбю вместе со своим братом Юстусом Лундегордом, ставшим художником. В 1881 году Аксель стал студентом в Лундском университете, а в 1894 году женился на Джини Каролине Хьюгине МакДоул. В 1930 году он стал председателем Sveriges Författarförbund (Ассоциация писателей Швеции).
Лундегорд дебютировал в 1885 году со сборником рассказов I gryningen (На рассвете), в котором интерпретировалась боль над разбитыми иллюзиями студенческих времён. Аксель был сторонником ведущих идей 1880-х годов и отстаивал как в устной, так и в письменной форме радикализм, который, однако, со временем приобрел более бледную окраску в литературном еженедельнике Vilden, издававшемся им в 1896—1897 годах.
Близкая дружба с Викторией Бенедиктсон пришлась по душе обоим писателям. Именно Лундегорд ввёл её в литературную жизнь Стокгольма, и вместе они написали пьесу Final (Финал) 1885 года. После её смерти в 1888 году Аксель унаследовал её литературное наследие. Затем он закончил её роман Modern (Модерн) 1888 года и пьесу Den bergtagna 1890 года. Лундегорд также опубликовал её оставшиеся произведения. Его, подкреплённая авторским письмом и примечаниями, биография Виктории Бенедиктсон, является важным вкладом в её характеристику. Со своим романом Elsa Finne (Эльза Финн) в 1902 году Аксель написал её рассказ и напечатал большую часть её дневника.
Другая самостоятельная работа Лундегорда, ключевой роман Röde prinsen: ett ungdomslif i stämningar (Красный принц, юношеская жизнь в судебных тяжбах), является своего рода обобщением и урегулированием опыта прошлых лет. La mouche: En roman från ett dödsläger (Ла Муш. Роман на смертном одре) — роман о любви между Элизой Криниц и умирающим Генрихом Гейне.
Однако его исторический интерес усилился под влиянием Вернера фон Хейденстама, из-за чего он больше сосредоточился на историко-романтической поэзии. Первым появился цикл Struensee: En människoskildring ur historien (Струэнзе. Человеческое изображение в истории), в котором речь идёт о датском государственном деятеле Иоганне Фридрихе Струэнзе. В серии инсценированных сцен эротический авантюрист и счастливый рыцарь предстают в большей степени, чем идеолог и государственный деятель.
Лундегорд написал ещё три следующих реалистических произведения: Sturz (Стурз), Elsa Finne (Эльза Финн) и Känslans rätt (Право на чувство), вторая из которых является наиболее значимой. История жизни Виктории Бенедиктсон получает здесь новую интерпретацию. Для более равномерно прогрессирующих эпизодов первой части вторая часть, состоящая из подборки дневникового текста Бенедиктсон в легко редактируемой форме, с её более быстрым темпом, её истинным драматическим крещендо образует яркий контраст.
К историческому роману Лундегорд вернулся в средневековых хрониках Drottning Margareta (Королева Маргарита), Drottning Filippa (Королева Филиппа) и Drottning Cilla (Королева Сесилия). Den stora dagen (Великий день) — роман с лирико-полемической основой, в котором сатира направлена на претенциозное празднование пятидесятилетия Вернера фон Хейденстама.

### Художественная литература
- Final: skådespel i 3 akter. В соавторстве с Викторией Бенедиктсон (1885)
- I gryningen: novelletter (1885)
- Modern: en berättelse. В соавторстве с Викторией Бенедиктсон (1888)
- Röde Prinsen: ett ungdomslif i stämningar (1889)
- Den bergtagna: en kärlekens tragedi. В соавторстве с Викторией Бенедиктсон (1890)
- La mouche: en roman från ett dödsläger (1891)
- Titania: en kärlekssaga (1892)
- Prometheus: en konstnärs saga (1893)
- Stormfågeln: en historisk silhuett med bakgrund och ram (1893)
- Faster Ulla och hennes brorsdöttrar (1894)
- Fru Hedvigs dagbok (1895)
- Tannhäuser: en modern legend (1895)
- Dikter (1896)
- Asra: en nutidsidyll (1898)
- Struensee: en människoskildring ur historien i tre romaner (1898—1900)
- Sturz (1900)
- Elsa Finne (1902)
- Känslans rätt (1902)
- Sagan om drottning Filippa (1904)
- Drottning Margareta: Valdemar Danekonungs dotter (1905—1906)
- Drottning Cilla: Lars Blåbens dotter (1910)
- Den stora dagen (1911)
- Om Engelbrekt, Erik Puke och Karl Knutsson som blef kung (1913)
- Tillvarataget: gamla och nya dikter (1918)

### Дневники и письма
- Några Strindbergsminnen knutna till en handfull brev (1920)
- Sett och känt (1925)
- Dagboksblad och brev (1928)

### Собрания сочинений
- Skrifter (1932—1933)
- Människoskildringar ur historien (1916—1917)

### Издания на русском языке
- Новый Тангейзер. Роман А. Лундегорда / Перевод со шведского В. Фирсова. — Санкт-Петербург: типография И. Н. Скороходова, 1898. — 119 с.; 25 см.

- La mouche. Роман на смертном одре Акселя Лундегорда / Перевела со шведского М. Благовещенская. — журнал «Русская Мысль», книги V—IX, 1908.

## Премии
- De Nios Stora Pris (1916)
- De Nios Stora Pris (1929)